# Leteči cirkus Montyja Pythona
Leteči cirkus Montyja Pythona (angleško Monty Python’s Flying Circus, v zadnji sezoni le Monty Python) je vplivna britanska komična serija s skeči skupine Monty Python, ki jo je BBC predvajala med letoma 1969 in 1974. Serije so bile sestavljene iz nadrealističnega, risqué in vizualnega humorja ter opazovanih skečev brez očitne poante. Vsebuje tudi animacije Terryja Gilliama, ki so zlite z igranimi prizori. Premierno epizodo so posneli 7. septembra in predvajali 5. oktobra 1969 na BBC, skupno je serija tekla štiri sezone in imela skupno 45 epizod do leta 1974, dve pa so posneli še za nemško televizijo. 
Serija se pogosto norčuje iz čudaškega britanskega življenja, posebej elit, in ima pogosto politično sporočilo. Člani skupine Monty Python so bili visoko izobraženi. Terry Jones in Michael Palin na Univerzi Oxford, Eric Idle, John Cleese in Graham Chapman na Univerzi Cambridge ter ameriški član Terry Gilliam na Kolidžu Occidental. Njihov humor je pogosto intelektualen, s številnimi globokimi referencami na filozofske in literarne osebnosti. Serija je sledila in nadgradila stil Spika Milligana v seriji Q5, s čimer se je odmaknila od tradicionalne oblike skečev. Premikala je meje sprejemljivega tako po slogu, kot tudi vsebini. Ekipa je želela, da se njihovega humorja ne bi dalo kategorizirati, kar jim je uspelo, saj so zanj v angleškem jeziku dodali novo besedo »Pythonesque«. 
Skupina je večino vlog v seriji odigrala sama, tudi ženskih, občasno pa so najeli dodatne igralce. Pogosti občasni igralci so bili Carol Cleveland (znana tudi kot »Sedmi Python«), Connie Booth (Cleesova prva žena), režiser Ian MacNaughton, Ian Davidson, Neil Innes (četrta sezona), in skupina Freda Tomlinsona (glasbene vloge).
Uvodna špica serije je prvi del marša The Liberty Bell Johna Philipa Souse, izbran ker je bil v javni lasti in tako brezplačen.